# Liste von Mitgliedern der Corps Helvetia
Die Liste von Mitgliedern der Corps Helvetia gibt einen Überblick von meist Schweizer Persönlichkeiten, die einer Helvetia angehört haben, geordnet nach Hochschule. Vom Ende des Spätmittelalters bis zur Gründung der Universität Zürich (1833) und der Universität Bern (1834) gab es in der deutschsprachigen Schweiz nur die 1460 gegründete Universität Basel. Daher studierten bis zur Mitte des 19. Jahrhunderts zahlreiche Schweizer an deutschen Universitäten. Mit dem Aufkommen der Corpslandsmannschaften an den deutschen Universitäten schlossen sich die Schweizer Studenten in eigenen Corpslandsmannschaften zusammen, denen sie den Namen Helvetia gaben. Diese gehörten den jeweiligen Senioren-Conventen (SC) an. Auch an den beiden Zürcher Hochschulen gab es eine Helvetia. Diese rekrutierten sich aus einem deutlich höheren Anteil Schweizer Studenten als das jeweilige zweite SC-Corps, Tigurina an der Universität und Rhenania an der ETH.

## Universität Freiburg
1815–1829 und 1838–1844/45 bestand an der Albert-Ludwigs-Universität Freiburg eine Helvetia.
- Johann Jakob Baader (1810–1879), Schweizer Nationalrat und Arzt
- Bernhard Hammer (1822–1907), Schweizer Politiker, Rechtsanwalt, Richter, Offizier und Diplomat
- Johann Georg Krauer (1792–1845), Schweizer Naturwissenschaftler, Arzt und Dichter
- Ernst Hermann Münch (1798–1841), deutscher Schriftsteller
- Fridolin Stäuble (1817–1881), Schweizer Jurist und Politiker

## Universität Göttingen
An der Georg-August-Universität Göttingen bestand eine Helvetia 1824–1829.
- Johann Peter Bruggisser (1806–1870), liberaler Schweizer Politiker und Richter, Aargauer Nationalrat
- Jules Correvon (1802–1865), Schweizer Jurist und Politiker
- Franz Eduard Erpf (1807–1851), Schweizer Jurist, Unternehmer und Politiker
- Emil Remigius Frey (1803–1889), Schweizer Politiker und Richter
- Adolf von Hertenstein (1802–1853), Schweizer Jurist und Politiker
- Julius Caspar Ziegler (1806–1862), Schweizer Jurist, Gutsbesitzer und Politiker

## Universität Heidelberg
An der Ruprecht-Karls-Universität Heidelberg bestand 1811–1817, 1824–1828, 1831–1847 und 1859–1862 eine Helvetia.
- Louis Agassiz (1807–1873), schweizerisch-amerikanischer Naturforscher
- Johann Heinrich Ammann (1820–1867), Schweizer Jurist und Politiker
- Johann Jakob Baader (1810–1879), Schweizer Nationalrat und Arzt
- Louis Berdez (1839–1905), Schweizer Theologe, Jurist und Politiker
- Karl Johann Brenner (1814–1883), Schweizer Jurist und Politiker
- Karl-Friedrich Chatoney (1798–1859), Schweizer Politiker, Staatsrat des Kantons Freiburg
- Jakob Dubs (1822–1879), Schweizer Politiker, Journalist, Staatsanwalt und Richter
- Johann Anton Engelhard (1821–1870), Schweizer Jurist, Politiker und Offizier, Staatsrat des Kantons Freiburg
- Alfred Escher (1819–1882), Schweizer Politiker, Wirtschaftsführer und Eisenbahnunternehmer
- Heinrich Escher (1789–1870), Schweizer Jurist, Politiker und Rechtsgelehrter
- Karl Friedrich Good (1841–1896), Schweizer Jurist und Politiker
- Franz Wilhelm von Gottberg (1824–1869), Deichhauptmann des Oderbruchs
- Theodor Haller (1841–1887), Schweizer Jurist und Politiker
- Johann Jakob Hess (1791–1857), Schweizer Jurist und Politiker
- Conrad Melchior Hirzel (1793–1843), Schweizer Jurist und Politiker
- Eduard Huber (1818–1893), Schweizer Politiker (Radikale Partei)
- Johann Jakob Hug (1801–1849), Schweizer Jurist und Politiker, Gründungsvater des Kantons Basel-Landschaft
- Paul Janett (1810–1889), Schweizer Jurist, Kameralist und Politiker
- Gottlieb Jäger (1805–1891), Schweizer Politiker und Jurist, Präsident des Schweizer Nationalrats
- Theodor Kaeswurm (1825–1883), deutscher Rittergutsbesitzer, Mitglied des Preußischen Abgeordnetenhauses
- Johann Karlen (1807–nach 1859), Schweizer Arzt und Politiker
- Armin Kellersberger (1838–1905), Schweizer Politiker (FDP), Schweizer Ständerat, Stadtammann von Baden
- Caspar de Latour (1827–1861), Schweizer Jurist und Politiker
- Remigius Peterelli (1815–1892), Schweizer Jurist und Politiker
- Georges Frédéric Petitpierre (1791–1883), Diplomat in preußischen Diensten, Schweizer Politiker
- Andreas Rudolf von Planta (1819–1889), Schweizer Jurist, Unternehmer und Politiker
- Achilles Renaud (1819–1884), Schweizer Jurist und Hochschullehrer
- Emil Rothpletz (1824–1897), Schweizer Jurist, Offizier, Hochschullehrer und Politiker
- Johann Gaudenz Dietegen von Salis-Seewis (1825–1886), Schweizer Jurist und Politiker
- Gottfried Schenker (1842–1901), Schweizer Unternehmer, Mitbegründer der heutigen Schenker AG
- Friedrich Schmid (1812–1863), Schweizer Jurist und Politiker
- Samuel Schwarz (1814–1868), Schweizer Politiker und Offizier, Aargauer Regierungsrat, Schweizer Stände- und Nationalrat
- Samuel Friedrich Siegfried (1809–1882), Aargauer Regierungsrat, Schweizer Stände- und Nationalrat, Generaldirektor der Schweizerischen Centralbahn
- Johann Jakob Spörri (1822–1896), Schweizer Mediziner und Politiker
- Fridolin Stäuble (1817–1881), Schweizer Jurist und Politiker
- Friedrich Thesmar (1809–nach 1869), deutscher Rechtsanwalt, Mitglied des Preußischen Abgeordnetenhauses
- Johann Baptista von Tscharner (1815–1879), Schweizer Jurist und Politiker
- Carl Vogler (1840–1895), Schweizer Jurist und Politiker

## Universität München

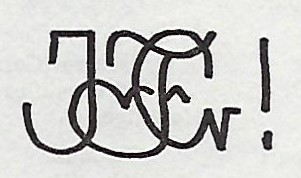
Zirkel der Helvetia München (1829)

In den ersten Jahren nach der Verlegung von Landshut nach München bestand an der Ludwig-Maximilians-Universität ab 1829 eine Helvetia.
- Louis Agassiz (1807–1873), schweizerisch-amerikanischer Naturforscher
- Johann Peter Bruggisser (1806–1870), liberaler Schweizer Politiker und Richter, Aargauer Nationalrat

## Universität Tübingen
An der Eberhard-Karls-Universität bestand 1812–1823 eine Helvetia.
- Johann Jakob Hug (1801–1849), Schweizer Jurist und Politiker, Gründungsvater des Kantons Basel-Landschaft
- Josef Scherer (1791–1854), Schweizer Mediziner und Politiker
- Michael August Wegelin (1797–1867), Schweizer Jurist und Politiker, St. Galler Kantonsrat, Gesandter zur Tagsatzung

## Universität Würzburg
An der Julius-Maximilians-Universität bestand 1820–1824 eine Helvetia.
- Johannes Keller (1802–1877), Schweizer Mediziner und Politiker

## Universität Zürich
Akkreditiert war die Grün-Helvetia.
- Halil Edhem-Bey (1861–1938), Direktor der antiken Museen in Konstantinopel
- Carl Mayer von Mayerfels (1825–1883), deutscher Heraldiker, Kunsthistoriker und Altertumsforscher
- Heinrich Morf (1854–1921), Schweizer Romanist, Sprachwissenschaftler und Literaturwissenschaftler
- Alfred von Planta (1857–1922),  Schweizer Jurist, Politiker, Industrieller und Diplomat, Präsident des Schweizer Nationalrates

## ETH Zürich
Die Schwarz-Helvetia im WSC bestand von 1861 bis 1865.
- Arnold Bachofen (1840–1894), Basler Architekt, Schweizer Oberstleutnant
- Wilhelm Bachofen (1841–1922), Basler Bauunternehmer und Grossrat
- Hermann Dingler (1846–1935), Botaniker, Professor an der Forstakademie Aschaffenburg
- Eugen Fahrländer (1844–1917), Oberstkorpskommandant der Schweizer Armee
- Hermann Freuler (1841–1903), Schweizer Politiker, Mitglied des Schweizer Ständerates
- Rudolf Gallati (1845–1904), Schweizer Politiker, Präsident des Schweizer Nationalrates
- Jules Folly (1846–1906), Schweizer Ingenieur und Oberst, Leiter der Abteilung für Festungsbau im Bundesamt für Genie
- Fritz Lotz (1842–1894), Schweizer Architekt und Genie-Oberstleutnant, Kommandant der baselstädtischen Feuerwehr und Basler Grossrat
- Arnold Ringier (1845–1923), Schweizer Politiker, Forstwart und Offizier, Regierungsrat des Kantons Aargau
- Hieronimus Seeli (1838–1912), erster Glarner Kantonsoberförster
- Jakob Johann von Weyrauch (1845–1917), Mathematiker, Professor und Rektor der Technischen Hochschule Stuttgart